# Vie privée (film 1942)
Vie privée è un film del 1942 diretto da Walter Kapps.